# Anna Piatych
Anna Wiktorowna Piatych (ros. Анна Викторовна Пятых; ur. 4 kwietnia 1981 w Moskwie) – rosyjska lekkoatletka specjalizująca się w trójskoku.

## Największe osiągnięcia
| Rok  | Rodzaj zawodów              | Miasto    | Miejsce | Wynik   |
| ---- | --------------------------- | --------- | ------- | ------- |
| 1999 | Mistrzostwa Europy Juniorów | Ryga      | 3       | 13,36 m |
| 2000 | Mistrzostwa świata juniorów | Santiago  | 2       | 14,18 m |
| 2002 | Superliga Pucharu Europy    | Annecy    | 1       | 14,67 m |
| 2003 | Superliga Pucharu Europy    | Florencja | 1       | 14,79 m |
| 2004 | Superliga Pucharu Europy    | Bydgoszcz | 1       | 14,85 m |
| 2004 | Igrzyska Olimpijskie        | Ateny     | 8       | 14,79 m |
| 2005 | Superliga Pucharu Europy    | Florencja | 1       | 14,72 m |
| 2005 | Mistrzostwa Świata          | Helsinki  | 3       | 14,78 m |
| 2006 | Halowe Mistrzostwa Świata   | Moskwa    | 2       | 14,93 m |
| 2006 | Mistrzostwa Europy          | Göteborg  | 3       | 15,02 m |
| 2008 | Igrzyska Olimpijskie        | Pekin     | 8       | 14,73 m |
| 2008 | Światowy Finał IAAF         | Stuttgart | 1       | 14,78 m |
| 2009 | Mistrzostwa Świata          | Berlin    | 3       | 14,58 m |
| 2010 | Halowe mistrzostwa świata   | Doha      | 3       | 14,64 m |
| 2013 | Mistrzostwa Świata          | Moskwa    | 7       | 14,29 m |

## Rekordy życiowe
- Trójskok – 15.02 (2006)
- Trójskok (hala) – 14.93 (2006)
- Skok w dal – 6.72 (2007)